# Заброда Василь Климович
Василь Климович Заброда (* 4 вересня 1948, Трипілля, Київська область) — український спортивний функціонер. Заступник виконавчого директора Федерації футболу України. Заступник голови Комітету з розвитку футболу в регіонах. Член Комітету з атестування футбольних клубів. Член Виконкому та Президії ФФУ. Почесний президент Асоціації спортивної боротьби України. Заслужений працівник фізичної культури і спорту України (1996). Орден «За заслуги» ІІІ ступеня.

## Життєпис
Від 1971 до 1975 року — тренер з вільної боротьби. 1975 року закінчив Київський державний інститут фізичної культури з відзнакою за фахом «педагог фізичного виховання і спорту».
З 1975 по 1985 роки — інструктор ЦР ДСТ «Колос», начальник навчального спортивного відділу, заступник голови Київської обласної ради ДСТ «Колос».
З 1985 по 1989 роки — інструктор відділу фізичної культури і спорту УРП.
З 1990 по 2000 роки — головний спеціаліст, начальник Управління олімпійських видів спорту, заступник голови Держкомспорту України. Шеф місії на Олімпійських іграх у Сіднеї 2000 року.
З 2001 р. до 2004 р. — співпрезидент Асоціації спортивної боротьби України.
Протягом 2004–2007 років — технічний директор ФФУ.
Заступник голови Комітету з розвитку футболу в регіонах. Член Комітету з атестування футбольних клубів. Член Виконкому та Президії ФФУ.
Одружений, має доньку та сина.